# Rosa dos Ventos (RTP)
Rosa dos Ventos foi um programa de informação e divulgação cultural da RTP, emitido durante o início da década de 1960, sendo um dos primeiros do género em Portugal.
Era emitido mensalmente, às quintas-feiras.

## Programas
| Dia de exibição        | Convidados                                                           | Refs  |
| ---------------------- | -------------------------------------------------------------------- | ----- |
| 15 de setembro de 1961 | Entrevista ao conselheiro cultural da Embaixada do Brasil em Lisboa. | [ 2 ] |